# Jan Van Dyke
Jan Van Dyke (Antwerpen, 1950) is een Vlaamse acteur en komiek. Hij werkte regelmatig samen met Gaston Berghmans en Leo Martin. Hij is te zien in theatershows en samen met Carry Goossens in 2 Straten verder. Van Dyke treedt samen met Luc Caals in theatershows op. Hij vervangt Dirk Van Vooren, nadat Caals & Van Vooren een punt hadden gezet achter hun tienjarige samenwerking.
In 2012 stapte Van Dyke in de politiek. Hij is bij de Antwerpse gemeenteraadsverkiezingen dat jaar kandidaat voor de lokale partij Nieuw Wilrijk.

## Televisie en film
- Familie - Klusjesman (2006)
- 2 Straten verder (1999-2009)
- Vijgen na Kerstmis (1989)
- Boerenpsalm (1989) - Pater
- Paniekzaaiers (1986) - Rufus
- Zware jongens (1984)

## Theater
- In 't witte paard

## Shows
- 20 jaar Gaston & Leo